# Métro de Panama
Le métro de Panama (en espagnol : Metro de Panamá) est l'un des transports en commun de la capitale panaméenne et de son agglomération. C'est le premier et le seul métro d'Amérique Centrale. Il est composé de deux lignes ouvertes en 2014 et 2019 et totalisant 37 kilomètres et est exploité par la société Metro de Panamá S.A. intégralement propriété de l'État panaméen.

## Historique

### Construction de la ligne 1 (2011-2014)
Le gouvernement de Panama, sous la présidence de Ricardo Martinelli, lança un appel d'offres génie civil pour la construction de la ligne 1, 14 km de Los Andes à Albrook, en janvier 2010. Le contrat devait être signé en juillet. En avril trois groupements sont présélectionnés. C'est en octobre que le consortium mené par Odebrecht (55%) et FCC (45%) gagna le contrat.
En 2021, la justice espagnole a accusé Martinelli de corruption et de blanchiment d'argent dans le cadre de l’attribution de ce marché.
Ce groupement comprenait en sous-traitance Rodio Swissboring, filiale de Soletanche Freyssinet (Vinci Construction). En tant que sous-traitant de ce consortium, Alstom est le leader pour les équipements électromécaniques, en charge de l'ingénierie, de l'intégration et de la mise en service des travaux électromécaniques clé en main. Alstom fournit également 19 trains de trois voitures de métro, des sous-stations de traction et le système de contrôle des trains CBTC. La part d'Alstom dans le contrat s'élève à environ 200 millions d'euros. C'est Thales qui fournit le système de radiocommunication.Systra fournit des études détaillées de la ligne, des ateliers et du dépôt.
La construction a débuté en février 2011. Quelques difficultés diplomatiques entre la France et le Panama firent craindre des rétorsions contre les sociétés françaises.
La ligne 1 (es) a été inaugurée le 5 avril 2014 sur la section Los Andes - Albrook (13,7 km dont 7,2 km sous terre en centre-ville, 5,3 km en viaduc sur la section au nord de la ville et 1,2 km en tranchée couverte ; 12 stations dont cinq en sous-sol à 19 mètres de profondeur et cinq en aérien). Suivirent ensuite le 8 mai 2015, la mise en service de la station El Ingenio, puis le 15 août 2015 celle du tronçon Los Andes - San Isidro (2,1 km, une station).

### Construction de la ligne 2 (2015-2019)
La construction d'une ligne 2 a été décidée simultanément à la construction de la ligne 1 et les appels d'offres ont été lancés en septembre 2011. Toutefois les premières étapes concrètes de mise en œuvre du schéma directeur ont eu lieu en octobre 2013 avec l'attribution d'un contrat pour la réalisation d'une étude de faisabilité. Trois consortiums répondent en février 2015 à l'appel d'offres.
Une cérémonie d'inauguration en octobre 2015 a marqué le début des travaux de génie civil de la ligne 2, qui ont été entrepris par le consortium gagnant mené par Odebrecht (60%) et FCC (40%), le même consortium venant de construire la ligne 1.
Les équipements du système électrique et mécanique ont été fournis par un groupement composé d'Alstom, Thales, Sofratesa, CIM et TSO dans le cadre d'un contrat signé en juillet 2015. Le chef de file du consortium, Alstom, a fourni une flotte de 21 rames Metropolis de cinq voitures fabriquées dans son usine de Santa Perpètua de Mogoda près de Barcelone. Ceux-ci sont installés dans un dépôt à Nuevo Tocumen accessible par un embranchement de 1,2 km depuis la ligne. Alstom a également fourni les sous-stations de traction. La signalisation Urbalis CBTC d’Alstom est conçue pour un intervalle entre trains de 90 secondes, donnant à la ligne 2 une capacité nominale de 40 000 passagers par heure par direction. Thales a fourni le centre de contrôle des opérations, les systèmes SCADA et un réseau radio TETRA.
L'affaire des Panama Papers refroidit un peu les relations du Panama avec la France, sans répercussions notables sur les entreprises françaises, en particulier grâce au directeur du métro nommé en janvier 2015, Roberto Roy, francophile.
La ligne 2 a été inauguré dans sa totalité le 25 avril 2019. Un service partiel avait été assuré pendant les "Journées mondiales de la Jeunesse" de janvier 2019, desservant cinq stations: San Miguelito, Cincuentenario, San Antonio, Pedregal et Corredor Sur.

Réseau du métro de Panama

## Le réseau: lignes et stations

### Ligne 1 (rouge)

Ligne 1 du métro de Panama

La ligne 1 (es) : Albrook (es) ↔ San Isidoro (es) est inaugurée le 5 avril 2014. D'orientation nord-sud, avec 14 stations, elle est longue de 15,8 km.

### Ligne 2 (verte)

Ligne 2 du métro de Panama

La ligne 2 (es) a été inaugurée le 25 avril 2019 et ouverte au public le 30 avril suivant.
La ligne 2 est entièrement en aérien sur un tracé vers l'est à partir de la station de correspondance San Miguelito (es) avec la ligne 1 jusqu'à Nuevo Tocumen (es). Le parcours de 21 km dessert 16 stations avec un temps de trajet de bout en bout de 35 min.
Le garage-atelier se situe non loin de la station Nuevo Tocumen (es).

### Les stations
Les stations de correspondance sont en gras.
| Ligne 1 (es) Villa Zaita (es) ↔ Albrook (es) | Ligne 2 (es) Nuevo Tocumen (es) ↔ San Miguelito (es) | Ligne 3 Albrook (es) ↔ Distrito de Chorrera |
| - Villa Zaita (es) - San Isidro (es) - Los Andes (es) - Pan de Azúcar (es) - San Miguelito (es) (Ligne 2) - Pueblo Nuevo (es) - 12 de Octubre (es) - El Ingenio (es) - Fernández de Córdoba (es) - Vía Argentina (es) - Iglesia del Carmen (es) (Lignes 2 et 5) - Santo Tomás (es) - Lotería (es) - 5 de Mayo (es) - Albrook (es) (Ligne 3) | Partie en projet - Felipillo Partie en exploitation - Nuevo Tocumen (es) - 24 de Diciembre (es) - Altos de Tocumen (es) - Hospital del Este (es) - Las Mañanitas (es) - Corredor Sur (es) - Don Bosco (es) - Pedregal - Las Acacias (es) - San Antonio (es) - Cerro Viento (es) - Brisas del Golf (es) - El Crisol (es) - Villa Lucre (es) - Cincuentenario (es) - Paraíso (es) - San Miguelito (es) (Ligne 1) Partie en projet - El Bosque - Universidades - Condado del Rey - UTP - Villa de las Fuentes - El Dorado - Dos Mares - Plaza Edisson - Universidad de Panama - Iglesia del Carmen (es) (Ligne 1) - Parque Urracá | - Albrook (es) (Ligne 1) - Balboa - Panama Pacifico - Loma Coba - Arraijan - Arraijan Mall - Burunga - Nuevo Chorillo - Caceres - Vista Alegre - Vista Alegre II - Nuevo Arraijan - San Bernardino - Ciudad del Futuro - Distrito de Chorrera |

## Équipements électromécaniques

### Matériel roulant
L'écartement des voies est standard (1 435 mm).
Pour la ligne 1 Alstom fournit en 2014 19 rames de trois voitures pouvant circuler à 80 km/h et permettent de transporter 24 000 voyageurs par heure par sens. À la suite d'un contrat de décembre 2015, Alstom fournit 70 voitures pour augmenter le parc de la ligne 1 : cinq rames de six voitures pour augmenter le parc de trains, les 40 voitures restantes étant utilisées pour allonger les rames précédentes de trois à cinq véhicules. Les véhicules furent livrés en 2017 et 2018.
Pour la ligne 2 Alstom a fourni une flotte de 21 rames Metropolis de cinq voitures.

#### Alimentation en énergie de traction
Les trains collectent leur énergie à partir d'un système de lignes aériennes à l'aide d'un pantographe et d'une ligne aérienne en forme de poutre rigide qui fonctionne en 1500 V cc. Les sous-stations électriques qui fournissent l'énergie de électrique en courant continu sont alimentées en 25 et 15 KV 60 Hz ca.

#### Signalisation
La signalisation CBTC permet un intervalle entre trains de 90 secondes.

## Exploitation et fréquentation

### Exploitation
Le métro fonctionne sept jours sur sept et 365 jours par an, du lundi au samedi de 5h00 à 22h00 et le dimanche et les jours fériés de 7h00 à 22h00.

## Projets de développement

### Les extensions de ligne
La construction d'une courte extension de la ligne 2 de 2 km vers l'aéroport a été accordé en février 2020 au consortium ayant construit la ligne mise en service en avril 2019. Elle est en cours de construction.
Un prolongement sud-ouest de la ligne 2 jusqu'au Parque Urracá est prévu. Il ajouterait 11 stations, y compris une en correspondance avec la ligne 1 à Iglesia del Carmen.

### La ligne 3, en construction
En avril 2016, les gouvernements du Panama et du Japon, représentés par président Juan Carlos Varela et le Premier ministre japonais Shinzo Abe, ont finalisé l'accord pour la construction en monorail de la ligne 3 du métro de Panama City.
Sept groupements furent préqualifiés en septembre 2017 pour la construction de la ligne.3. Le contrat de génie civil a été dans un premier temps attribué à un consortium sud-coréen en novembre 2019 pour un montant de US$2,5 milliards. La durée de construction est de 54 mois. Cette ligne de 26,7 km avec 14 stations sera un monorail desservi par une flotte de 28 trains de six véhicules fournis par le consortium présélectionné en août 2018 composé de Hitachi, Ansaldo STS et Mitsubishi. Néanmoins l'attribution du contrat semblait être remise en cause pour être finalement signé en février 2020 Le contrat de matériel roulant a été signé avec le consortium japonais en novembre 2020.

### D'autres lignes en projet[48]
Le plan directeur pour 2030 prévoyait quatre lignes. Le plan directeur pour 2040 présente en mars 2018 propose une ligne (quatre) qui relierait la station Pedregal (ligne 2) à la ligne cinq, qui serait en correspondance avec la ligne 1 à Iglesia del Carmen. Ces deux lignes sont à l'étude, mais sans concrétisation actuellement. D'autres lignes font également partie du plan directeur.